# NXT TakeOver: Stand & Deliver
NXT TakeOver: Stand & Deliver è stata la trentaquattresima edizione della serie NXT TakeOver, prodotta dalla WWE per roster di NXT, e trasmessa live sul WWE Network. L'evento si è svolto il 7 e l'8 aprile 2021 al Performance Center di Orlando (Florida).

## Storyline
Il 22 agosto 2020, a NXT TakeOver: XXX, Karrion Kross sconfisse Keith Lee conquistando l'NXT Championship, ma dopo quattro giorni dovette renderlo vacante a causa di infortunio alla spalla. Finn Bálor conquistò poi, per la seconda volta, il titolo vacante sconfiggendo Adam Cole a NXT Super Tuesday II, il 2 settembre 2020 (andato in onda l'8 settembre 2020). In seguito, Karrion Kross ebbe un confronto con Bálor nella puntata di NXT del 10 marzo 2021 al termine dell'incontro dove lo stesso Bálor difese nuovamente la cintura contro Adam Cole. Successivamente, con l'aiuto di Scarlett (manager di Kross), Bálor e lo stesso Kross ottennero un'opportunità titolata all'NXT Tag Team Championship di Danny Burch e Oney Lorcan nella puntata di NXT  del 17 marzo dove, tuttavia, i due mantennero le cinture dopo che Kross attaccò Bálor, reo di aver colpito (seppur involontariamente) Scarlett. In seguito, il match tra Bálor e Kross per l'NXT Championship venne confermato per NXT TakeOver: Stand & Deliver.
Il 25 gennaio 2020, a Worlds Collide, Jordan Devlin conquistò l'NXT Cruiserweight Championship in un Fatal 4-Way match che comprendeva anche il campione Angel Garza, Isaiah "Swerve" Scott e Travis Banks. Il titolo venne condiviso anche con il brand di NXT UK, data l'appartenenza di Devlin a tale roster. A causa della pandemia di COVID-19, Devlin non poté difendere la cintura (essendo nel Regno Unito e dunque impossibilitato a spostarsi negli Stati Uniti), perciò il 9 aprile 2020 venne dichiarato un torneo dal General Manager di NXT William Regal per decretare il detentore ad interim dell'NXT Cruiserweight Championship, con Devlin che non venne privato del titolo. Tale torneo venne vinto da El Hijo del Fantasma, il quale sconfisse Drake Maverick nella finale, diventando il detentore ad interim del titolo. Nella puntata di NXT del 10 giugno Fantasma si tolse la maschera e cambiò ring name in Santos Escobar. Successivamente, Devlin difese il titolo a NXT UK e nel contempo Escobar a NXT, e nella puntata del 17 marzo 2021 Devlin fece ritorno negli Stati Uniti, annunciando di essere il legittimo NXT Cruiserweight Champion; Escobar, di conseguenza, replicò che il campione legittimo e indiscusso sarebbe stato deciso a NXT TakeOver: Stand & Deliver. Nella puntata di NXT del 24 marzo l'incontro venne determinato come un Ladder match.
Nella puntata di NXT del 17 marzo Io Shirai, detentrice dell'NXT Women's Championship, ebbe un confronto con Raquel González, sfidandola apertamente per NXT TakeOver: Stand & Deliver e il match venne confermato il 20 marzo.
Il 23 marzo Danny Burch e Oney Lorcan dovettero vendere vacanti l'NXT Tag Team Championship a seguito di un infortunio di Burch alla spalla, su ordine del General Manager di NXT William Regal. Venne annunciato, di conseguenza, che i titoli vacanti sarebbero stati riassegnati ad NXT TakeOver: Stand & Deliver in un Triple Threat Tag Team match tra i Grizzled Young Veterans, gli MSK e il Legado del Fantasma (Joaquin Wilde e Raul Mendoza).
Nella puntata di NXT del 24 marzo l'NXT United Kingdom Champion Walter sconfisse in pochissimo tempo Drake Maverick; subito dopo, Tommaso Ciampa arrivò sul ring e chiese a Walter un match titolato per l'NXT United Kingdom Championship a NXT TakeOver: Stand & Deliver. Dopo averlo attaccato assieme a Fabian Aichner e Marcel Barthel, Walter accettò la sfida di Ciampa.

## Risultati

### Prima serata (7 aprile 2021)
| #        | Incontri                                                                                                  | Stipulazioni                                                          | Durata |
| -------- | --- | --------------------------------------------------------------------- | ------ |
| Pre-show | Zoey Stark ha sconfitto Toni Storm                                                                        | Single match                                                          | 9:52   |
| 1        | Pete Dunne ha sconfitto Kushida                                                                           | Single match                                                          | 10:39  |
| 2        | Bronson Reed ha vinto eliminando per ultimo Isaiah "Swerve" Scott                                         | Six-man gauntlet eliminator match                                     | 23:14  |
| 3        | Walter (c) ha sconfitto Tommaso Ciampa                                                                    | Single match per l'NXT United Kingdom Championship                    | 16:59  |
| 4        | Gli MSK hanno sconfitto i Grizzled Young Veterans e il Legado del Fantasma (Joaquin Wilde e Raul Mendoza) | Triple threat tag team match per il vacante NXT Tag Team Championship | 15:24  |
| 5        | Raquel Gonzalez (con Dakota Kai) ha sconfitto Io Shirai (c)                                               | Single match per l'NXT Women's Championship                           | 12:56  |

### Seconda serata (8 aprile 2021)
| #        | Incontri | Stipulazioni                                                 | Durata |
| -------- | --- | ------------------------------------------------------------ | ------ |
| Pre-show | Drake Maverick e Killian Dain hanno sconfitto i Breezango                                                   | Tag team match                                               | 8:38   |
| 1        | Santos Escobar (Interim NXT Cruiserweight Champion) ha sconfitto Jordan Devlin (NXT Cruiserweight Champion) | Ladder match per l'Undisputed NXT Cruiserweight Championship | 18:08  |
| 2        | Ember Moon e Shotzi Blackheart (c) hanno sconfitto Candice LeRae e Indi Hartwell                            | Tag team match per l'NXT Women's Tag Team Championship       | 10:34  |
| 3        | Johnny Gargano (c) (con Austin Theory) ha sconfitto Bronson Reed                                            | Single match per l'NXT North American Championship           | 16:23  |
| 4        | Karrion Kross (con Scarlett) ha sconfitto Finn Bálor (c)                                                    | Single match per l'NXT Championship                          | 17:05  |
| 5        | Kyle O'Reilly ha sconfitto Adam Cole                                                                        | Unsanctioned match                                           | 40:19  |